# Minea

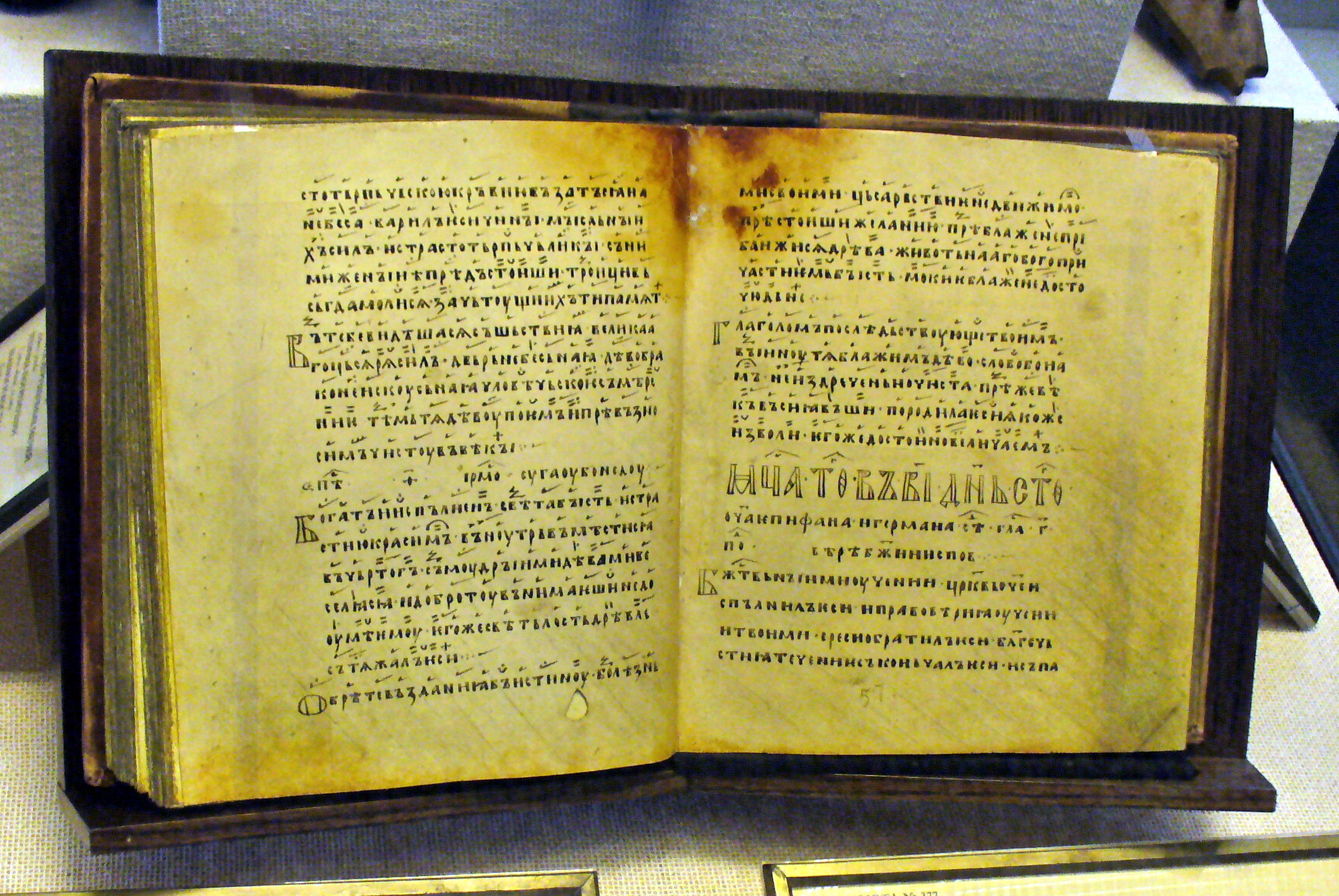
Minea 12. století, Novgorod

Minea je boholuslužební kniha v církvích byzantského ritu, která obsahuje texty měnivých částí bohoslužeb na každý den. Minea je rozdělena podle měsíců v roku.
Sváteční minea obsahuje texty měnivých částí bohoslužeb (večerňa, utreňa) na vybranné významné svátky.
Všeobecná minea obsahuje texty měnivých částí bohoslužeb pro jednotlivé kategorie svatých (apoštolů, přepodobných apod.).